# سیارک ۲۱۷۱۵
سیارک ۲۱۷۱۵ (به انگلیسی: 21715 Palaniappan، نامگذاری:1999RA110) بیست و یک هزار و هفتصد و پانزدهمین سیارک کشف شده‌است که در ۸ سپتامبر ۱۹۹۹ کشف شد.
قدر مطلق سیارک برابر ۱۷.۸ است.